# میک کارت‌رایت
میک کارت‌رایت (انگلیسی: Mick Cartwright؛ زادهٔ ۱۹۴۶ (۷۸–۷۹ سال)) بازیکن فوتبال اهل بریتانیا است.
از باشگاه‌هایی که در آن بازی کرده‌است می‌توان به باشگاه فوتبال نوتس کانتی و باشگاه فوتبال برادفورد سیتی اشاره کرد.